# 曼森隕石坑

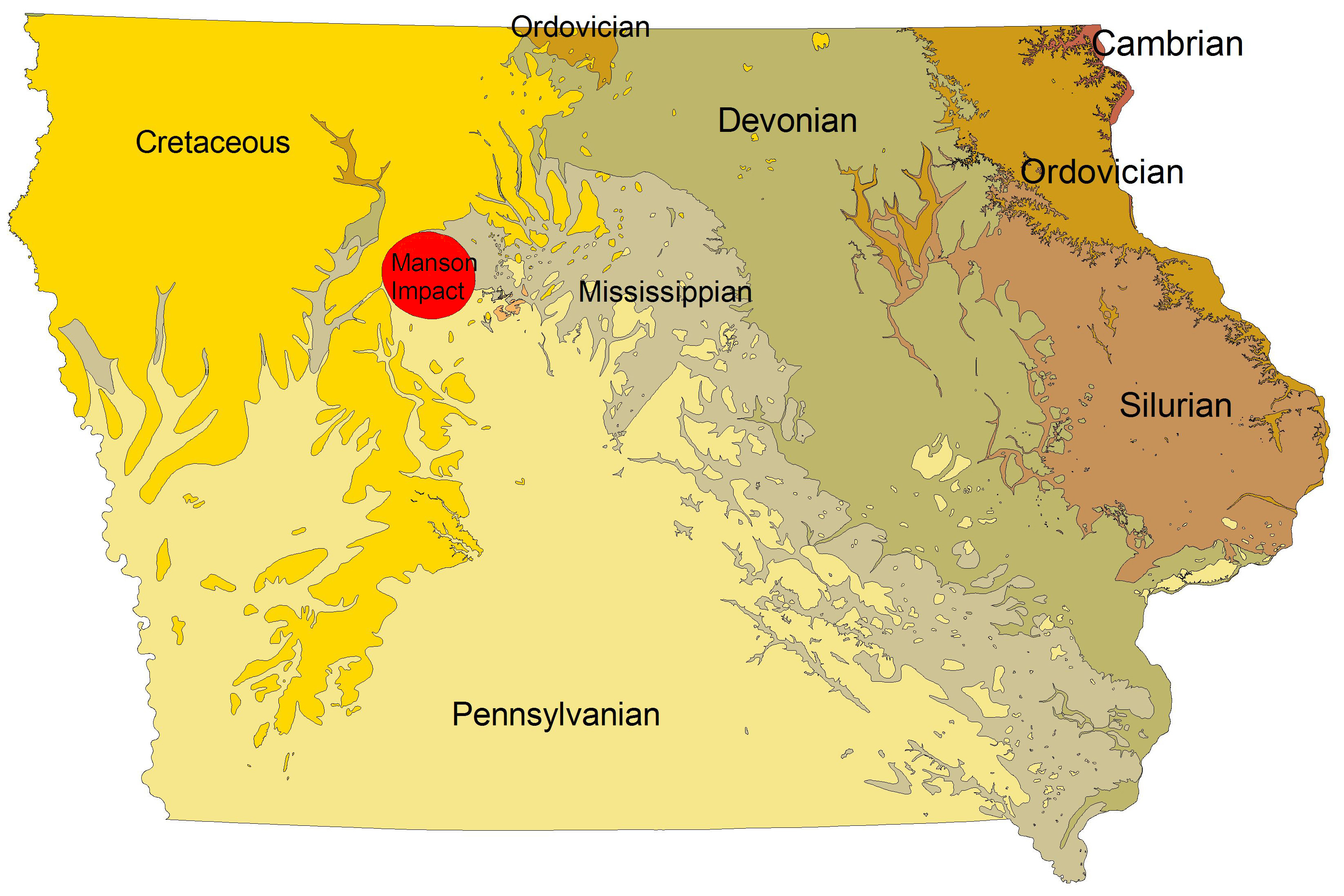
以地質時代劃分的愛荷華州基岩地質圖，曼森隕石坑為紅色區域。

曼森隕石坑（Manson impact crater）是美國愛荷華州曼森附近一個形成於7400萬年前（白堊紀）的隕石坑。形成該隕石坑的撞擊事件是在北美洲已知規模最大的幾個。先前地質學家認為曼森隕石坑的形成與恐龍滅絕有關，不過同位素定年結果確認它的形成年代遠早於恐龍滅絕的時間。

## 地質狀態
曼森隕石坑所在地因為被年代較近的冰磧土覆蓋，在今日的地表無法找到它存在的證據，並且它所在地點今日是平坦的平原。不過，在地表下20到90公尺是直徑約38公里的撞擊結構。該隕石坑位於波卡洪塔斯縣東南角，並延伸入相鄰的三個縣。早在1912年當地就發現了通過變形岩層的異常鑽井岩屑，之後的報告則描述發現了「含有熔融雜岩體的結晶碎屑角礫岩」。1955年開始的一項研究將當地標示為潛火山結構（假設火山蒸氣爆發）。對當地更進一步研究以後，羅伯特·迪茨於1959年提出曼森隕石坑是因為天體撞擊而形成，1966年尼可拉斯·蕭特提出了衝擊石英顆粒存在的證據，確認它是經由撞擊事件形成的。 
1991到1992年間美國地質調查局和愛荷華州地質調查局等單位共同對曼森隕石坑進行更進一步的調查，並試圖找出它和白垩纪－第三纪灭绝事件相關聯的可能性。從撞擊坑中心取出物質進行 40
Ar/39
Ar 同位素比例定年的結果發現它的形成年代約7400萬年，比滅絕事件早了900萬年。 
形成曼森隕石坑的天體可能是一個直徑約2公里的石質隕石，而撞擊地點是西部內陸海道的海岸附近淺海。該次撞擊擾亂了前寒武紀的花崗岩、片麻岩和頁岩基岩分布，從古生代泥盆紀到中生代白堊紀的沉積岩也受到影響。曼森隕石坑上的石灰岩層則是當地的硬水瞬間汽化後沉積在基岩上而形成，這使曼森當地的水至今仍是硬度異常低的軟水。

## 外部連結
- U-Haul truck design website featuring the Manson impact （页面存档备份，存于）

42°35′N 94°33′W / 42.583°N 94.550°W